# Veronika Freimanová

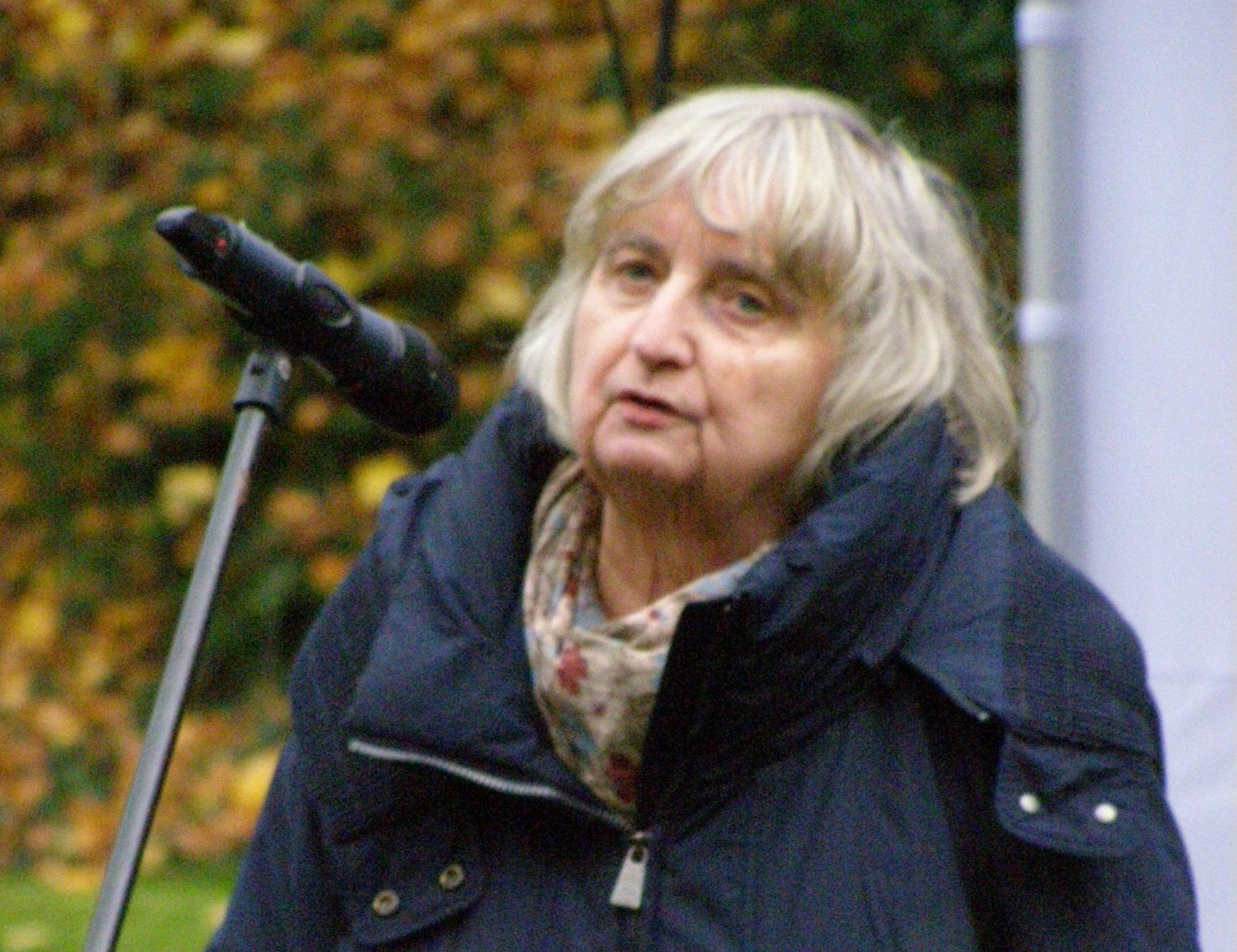
Její sestra Anna Freimanová

Veronika Freimanová (* 24. září 1955 Praha) je česká divadelní a filmová herečka. Nejvíce se proslavila v komediálních rolích ve filmech Sněženky a machři, Snowboarďáci, Rafťáci, Sněženky a machři po 25 letech či seriálu Vyprávěj. V divadle se výrazně prosadila v představeních Každý rok ve stejnou dobu a Další roky ve stejnou dobu. Díky roli Jany Dvořákové v seriálu Vyprávěj zvítězila v anketách TýTý 2010 a TýTý 2012 v kategorii herečka.

## Kariéra
Absolvovala Státní konzervatoř v Praze, kde získala titul DiS., později hrála v Činoherním klubu. V současnosti hraje v Divadle Bez zábradlí.

## Soukromí
Je dcerou komunistického režiséra Přemysla Freimana a kunsthistoričky Mileny Freimanové, rozené Preiningerové. Jejím dědečkem byl poslanec Revolučního národního shromáždění v letech 1918–1920 Václav Freiman. Je také vnučkou Ladislava Preiningera, československého důstojníka popraveného v roce 1941 za odbojovou činnost.
Byla manželkou režiséra Jaroslava Brabce, s nímž má dvě dcery, Terezu (* 1987) a Markétu (* 1994). V roce 2008 se rozvedli. Od roku 2013 je jejím manželem architekt Vladimír Bouček (* 14. srpna 1955).

## Filmografie

### Herecká filmografie
- 1973 – Láska (Veronika)
- 1973 – Kamarádi (holka)
- 1973 – Táto, už je čas
- 1977 – Šestapadesát neomluvených hodin (spolužačka)
- 1978 – Mapa zámořských objevů (dívka)
- 1979 – O chudém královstvíčku (princezna Anka)
- 1980 – Půl domu bez ženicha (Olina Francová)
- 1980 – Pohádka z šafránové louky (Andulka)
- 1980 – O Ptáku Ohniváku (princezna Rusovláska)
- 1980 – Jen si tak trochu písknout (studentka pedagogické fakulty Dáša Hounová)
- 1981 – V zámku a podzámčí (panská Klárka)
- 1981 – Tři v tom (divadelní záznam) (Ardelie)
- 1981 – Skleněný dům (film, 1981)Skleněný dům (vychovatelka Jarmila)
- 1982 – Vinobraní (učitelka)
- 1982 – Sněženky a machři (profesorka Hanka)
- 1982 – Potrhlá Andula (Andula Vohnoutová)
- 1982 – Od vraždy jenom krok ke lži (zdravotní sestra)
- 1982 – Malý pitaval z velkého města – díl Včelař (Lucie Pekařová)
- 1983 – Vzpurní svědkové (Pavlína)
- 1983 – Vnitřní zrak
- 1983 – Píseň o plané růži
- 1983 – Darmošlap z Nemanic a princezna Terezka (princezna Terezka)
- 1984 – Tři princezny tanečnice (princezna Hana)
- 1984 – Slané pohádky
- 1984 – Rubikova kostka (Musilová)
- 1984 – Lucie, postrach ulice
- 1984 – Čertův švagr (knížecí dcera Julinka)
- 1984 – ...a zase ta Lucie!
- 1985 – Spící princ (Terezka)
- 1985 – Slavné historky zbojnické (Katarina)
- 1985 – Putování za měsíční nitkou (služka Bětka)
- 1985 – Perly a růže (princezna Hedvika)
- 1985 – O Rozárce a zakletém králi (Rozárka)
- 1985 – O chamtivém strašidle (Bětka)
- 1986 – Můj obchod se psy
- 1986 – Hříšný Václav
- 1986 – Domácí lékař
- 1988 – Veverka a kouzelná mušle (matka)
- 1988 – Nefňukej, veverko! (matka)
- 1988 – Bludiště cest
- 1989 – Na letním bytě
- 1989 – Fubu (Sadyk)
- 1989 – Divoká srdce (Dlužný výstřel – Kateřina Gončarová)
- 1991 – Žebrácká opera (Lockitova dcera Lucy)
- 1991 – Zálety koňského handlíře (žena koňského handlíře Sismonda)
- 1991 – Svědkyně (Lukešová)
- 1991 – Pofoukej mi jahody (Madla Hubáčková)
- 1991 – Nepoužitelný Max
- 1991 – Lorna a Ted
- 1991 – Co teď a co potom? (Fořtova manželka Milena)
- 1992 – Tvář za sklem (Vojkůvková)
- 1992 – Osvětová přednáška v Suché Vrbici (sekretářka)
- 1992 – Hříchy pro pátera Knoxe (Jana Markusová)
- 1992 – Gudrun (Lotte)
- 1992 – Dva z nás
- 1993 – Kryštof a Kristina (královna Hildegarda)
- 1993 – Krvavý román (Kubova žena)
- 1994 – Báječný víkend
- 1995 – Hříchy pro diváky detektivek (pečovatelka Julie Weberová)
- 1995 – Holčičky na život a na smrt (Monika)
- 1996 – Draculův švagr – díl Vášeň (Helena)
- 1997 – Lakomec
- 1997 – Četnické humoresky
- 1997 – Cesta do Paříže
- 1998 – Na lavici obžalovaných justice (Karla Barešová)
- 1999 – Žena z druhé ruky (Boženka Klímová)
- 1999–2000 – Hotel Herbich (Barbara)
- 2000 – Gambit
- 2001 – O víle Arnoštce (královna Ondřejka)
- 2001 – Ideální manžel (Gertruda Chilternová)
- 2003 – Stín viny (Hadleyová)
- 2003 – Probuzená skála (Leonela)
- 2003 – Kobova garáž (Simonina matka)
- 2004 – Místo nahoře (Klimentská)
- 2004 – Snowboarďáci (Rendyho matka)
- 2004 – Pojišťovna štěstí
- 2004 – Náměstíčko (doktorka Ema Fialová)
- 2004 – Nadměrné maličkosti: Nehoda (Libuška Šťastná, Jiřího manželka)
- 2005 – Snowborďáci
- 2005 – Náves (doktorka Ema)
- 2006 – 100 + 1 princezna (královna Sidonie)
- 2006 – Šťastní sebevrazi (Lída)
- 2006 – Rafťáci (matka Danyho)
- 2006 – O Šípkové Růžence (víla Mína)
- 2006 – 3 plus 1 s Miroslavem Donutilem – díl Lázně (Irena)
- 2007 – Trapasy (Vlasta Vránová)
- 2007 – Světla pasáže
- 2007 – Hraběnky (starostka obce Vítová)
- 2007 – 3 plus 1 s Miroslavem Donutilem – díl Vinaři (Koníčková)
- 2007 – Četnické humoresky (madame Gizela)
- 2008 – Sněženky a machři po 25 letech (profesorka Hanka)
- 2008 – Hrobník (plukovník Renata Ličková)
- 2009–2013 – Vyprávěj (Jana Dvořáková)
- 2009 – O království z nudlí a štěstí bez konce (královna Jiřina)
- 2009 – 3 plus 1 s Miroslavem Donutilem – díl Návraty (Zdena)
- 2010 – Zázraky života (MUDr. Vlasta Klímová)
- 2010 – Mezi nimi (matka Moniky)
- 2012 – Stín smrtihlava (plukovník Renata Ličková)
- 2012 – Nejlepší Bakaláři
- 2013 – Nevinné lži (dcera Zuzana)
- 2013 – Nepravděpodobná romance (primářka)
- Od 2013 – Cesty domů (Simona Kenigrová)
- 2013 – Špačkovi v síti času (matka Václava)
- 2014 – První republika (Ludmila Léblová)
- 2014 – Lovci a oběti
- 2015 – Korunní princ (královna Markéta)
- 2018 – Můj strýček Archimedes (TV film)
- 2018 – Metanol (TV film)
- 2019 – Princezna a půl království (TV film) (královna)
- 2019 – Strážmistr Topinka (TV seriál)
- 2020 – Kukačky
- 2020 – Princezna zakletá v čase (chůva)
- 2021 – Božena (TV seriál) (Magdalena Dobromila Rettigová)
- 2022 – ZOO (TV seriál) (Marie Roklová)

### Dokumentární
- 2006 – Film o filmu: Rafťáci
- 2009 – Film o seriálu: Vyprávěj
- 2013 – Příběhy slavných: Ten, který skákal přes kaluže

### TV pořady
- O poklad Anežky České
- Český bodyguard
- Úsměvy
- 2003 – Banánové rybičky
- 2008 – Top star magazín
- 2008 – Hvězdný reportér
- 2010 – Prominenti
- 2010 – VIP zprávy
- 2010 – Silvestr až do dna aneb s Čmaňou půlnoc nepropásnete
- 2010 – Český lev 2009
- 2011 – TýTý 2010
- 2011 – Show Jana Krause
- 2011 – Zázraky přírody
- 2011 – Vyprávěj - O čem jsme nevyprávěli
- Barrandovský videostop
- 2012 – TýTý 2011
- 2012 – Všechnopárty
- 2012 – Veselé vánoční (pří)hody
- 2013 – TýTý 2012
- 2013 – Tajemství rodu
- 2013 – Polívka na víně

### Dabing
- 1981 – TV film Dobrodružství Ali-Baby a čtyřiceti loupežníků – Hema Malini (Mardžina)
- 1983 – TV film Sůl nad zlato – (1. víla)
- 1984 – TV film Vrak – Olga Schoberová (Klára)
- 1984 – TV film Dárek – Leila Frechet (Sandrine)
- 1985 – TV film Vzdálené vrcholky hor – Sneh Gupta (Shushila)
- 1986 – TV film Pomsta Růžového pantera – Dyan Cannon (Simone Legree)
- 1989 – TV film Jistá smrt – (Odžumi)
- 199x – TV film Tatarská princezna – Yoko Tani (princezna Ila)
- 199x – TV film Mí drazí Američané – Sela Ward (Kaye Griffinová)
- 1990 – TV film Pád Itálie – Gorica Popović (Božica)
- 1991 – TV film Star Wars: Epizoda IV – Nová naděje – Carrie Fisher (princezna Leia Organa)
- 1991 – TV film Čarodějky z Eastwicku – Cher (Alexandra Medfordová)
- 1992 – TV film Šaráda – Audrey Hepburnová (Reggie Lampertová)
- 1992 – TV film Noční války – Jill Foors (Zuzana Matthewsová)
- 1992 – TV film Marta a já – Jana Březinová (Ida)
- 1993 – TV film Volný pád – Rachel Ticotin (Sandra)
- 1993 – TV film To je ale bláznivý svět – Edie Adams (Monica Crumpová)
- 1993 – TV film Milenci a další cizinci – Marian Hailey (Brenda)
- 1993 – TV film Letiště – Dana Wynter (Cindy Bakersfeldová)
- 1995 – TV film Sandokan opět v akci – Geneviève Gradová (Mary Ann Guillonková)
- 1995 – TV film Sám doma a bohatý – Christine Ebershole (Regina Richová)
- 1995 – TV film Konec divokého západu – Charlayne Woodard, Reba McEntire (Doosie, Annie Oakley)
- 1995 – TV film Halloween - Předvečer všech svatých – Jamie Lee Curtis (Laurie Strodeová)
- 1996 – TV film Půlnoční muž – Susan Clark (Linda Thorpeová)
- 1996 – TV film Můj táta je duch – Christine Ebersole (Carol)
- 1999 – TV film Zásah do srdce – Soo Garay (Amela)
- 2000 – TV film Pravda zabíjí – Lisa Gay Hamilton (Bonnie Beechum)
- 2001 – TV film Halloween 2 – Jamie Lee Curtis (Laurie Strodeová)
- 2002 – TV film Soumrak dne – Emma Thompson (slečna Kentonová)
- 2003 – TV film Ten, kdo mě hlídá – Mimi Rogers (Claire Gregory)
- 2004 – seriál 24 hodin – 2. řada – Michelle Forbesová (Lynne Kresgeová)
- 2004 – TV film Znovu po smrti – Emma Thompson (Grace / Margaret Straussová)
- 2004 – TV film Dvanáct do tuctu – Vanessa Bell Calloway (Diana Philipsová)
- 2005 – seriál Slečna Marplová: Vražda na faře – Jane Asherová (paní Lesterová)
- 2005 – TV film Hlavní podezřelý: Neviňátka – Souad Faress (paní Duhra)
- 2008 – seriál Las Vegas: Kasíno – 1.–2. řada – Cheryl Ladd (Jillian Delineová)
- 2009 – seriál Las Vegas: Kasíno – 3.–5. řada – Cheryl Ladd (Jillian Delineová)
- 2010 – TV film Otec nevěst – Lucia Poli (Ligia)
- 2010 – TV film Nečekaný zločin – Michelle Forbesová (Jamie McDowellová)
- 2011 – TV film Nebezpečný útěk – Susan Hogan (Katherine Wellerová)
- 2012 – TV film Mlčení severu – Ellen Burstynová (Olive Fredericksonová)

### Rozhlas
- 1991 George Orwell: 1984. Devítidílný rozhlasový seriál, režie: Karel Weinlich, role: Julie.[3]
- 1993 – Lidský faktor, role: sekretářka Cynthie; Český rozhlas 3 Vltava

## Divadlo

### Vybrané divadelní role
- Divadlo Bez zábradlí
  - Hlučná samota
  - 5 za jednu!
  - Od 1997 – Kdes to byl(a) v noci?
  - Od 1998 – Blbec k večeři – vystupuje v alternaci
  - Od 1998 – Každý rok ve stejnou dobu
  - Od 2000 – Další roky ve stejnou dobu
  - Od 2000 – Bez roucha aneb Ještě jednou zezadu – vystupuje v alternaci
  - Od 2004 – Milostné dopisy
  - Od 2005 – Jakub a jeho pán – Pocta Denisi Diredotovi
- Hudební divadlo Karlín
  - 2011–2013 – Včera tě zabiju!
- Letní shakespearovské slavnosti
  - 2009–2011 – Macbeth (Lady Macbeth, Lady Macduff)
- Branické divadlo
  - 2007–2010 – Příliš drahá Mathilda
- Agentura Harlekýn
  - 2002 – Kaktusový květ
- Divadlo Radka Brzobohatého
  - Úžasná slečna Flintová
- Divadlo U Hasičů
  - Oskar (Colete)
  - 2009 – Aby bylo jasno
- Činoherní klub

### Související hesla
- Anna Freimanová
- Andrej Krob